# Гиллермин, Джон
Джон Гиллермин (англ. John Guillermin; 11 ноября 1925 — 27 сентября 2015) — британский кинорежиссёр, продюсер и писатель. Наиболее известен по фильмам «Ад в поднебесье» (1974), «Кинг-Конг» (1976) и «Кинг-Конг жив» (1986).

## Биография
Родился в Лондоне, его родители были французами. После демобилизации из Королевских ВВС в 22 года у него началась режиссёрская карьера во Франции с документального кино. В 1950 году он переезжает в Голливуд для изучения съёмочных методов. Там он начал снимать и художественные фильмы. После 1988 года больше фильмы не снимал.

## Личная жизнь
Был женат на актрисе Морин Коннелл. Двое детей: Мишель (1959) и Майкл-Джон (1963—1989, погиб в автокатастрофе). Жил в Лос-Анджелесе.

## Избранная фильмография
- 1986 — Кинг-Конг жив
- 1984 — Шина — королева джунглей
- 1978 — Смерть на Ниле
- 1976 — Кинг-Конг
- 1974 — Ад в поднебесье
- 1973 — Шафт в Африке
- 1972 — Угонщик самолётов
- 1970 — Кондор[англ.]
- 1969 — Ремагенский мост
- 1968 — Карточный домик[англ.]
- 1968 — Пи Джей[англ.]
- 1966 — Голубой Макс
- 1965 — Восторг[англ.]
- 1964 — Пушки при Батаси[англ.]
- 1962 — Вальс тореадоров[англ.]
- 1962 — Тарзан едет в Индию[англ.]
- 1960 — Не отпускай![англ.]
- 1960 — День, когда ограбили английский банк
- 1959 — Великое приключение Тарзана[англ.]
- 1958 — Вся правда[англ.]
- 1958 — I Was Monty's Double[англ.]
- 1952 — Песня Парижа[англ.]